# Patrick Sylvestre
Patrick Sylvestre, född 1 september 1968, är en schweizisk före detta professionell fotbollsspelare som spelade defensiv mittfältare för fotbollsklubbarna La Chaux-de-Fonds, Lugano, Lausanne-Sport och Sion mellan 1986 och 1998. Han vann ett ligamästerskap med Sion för säsongen 1996–1997 och tre schweiziska cuper, ett med Lugano (1992–1993) och två med Sion (1995–1996 och 1996–1997). Sylvestre spelade också elva landslagsmatcher för det schweiziska fotbollslandslaget mellan 1989 och 1996.